# Tonnelle à Greifswald
Tonnelle à Greifzwald ou Tonnelle de jardin (en allemand : Gartenlaube) est un tableau réalisé en peinture à l'huile sur toile  de 30 × 22 cm par le peintre romantique allemand Caspar David Friedrich en 1818, et conservée à la Neue Pinakothek de Munich.

## Description
Au premier plan, un homme et une femme sont représentés derrière une pergola, qui sert apparemment d'extrémité à un belvédère. Il pourrait s'agir d'un couple marié. L'homme, à droite, se tient debout, le dos tourné au spectateur, enveloppé dans un long manteau. La femme, assise sur une chaise, semble solennelle dans sa robe jaune longue et son châle rouge. Les deux personnages regardent une église de style néo-gothique. Au centre de la composition, une épaisse végétation sert de barrière entre le couple et le bâtiment sacré qui s'élève vers le ciel et semble irréel en raison de l'émanation de la lumière du clair de lune. 

## Interprétation
Le tableau a été publié pour la première fois en 1944 par Paul Ortwin Rave dans la revue d'art Kunst für alle. Toutes les interprétations faites depuis supposent que l’image traite d’un thème religieux. Le motif du bâtiment sacré devant le clair de lune transmet un message assez clair dans le récit pictural à travers le symbolisme comparable utilisé dans l'œuvre de Friedrich, sans qu'il soit nécessaire de connaître le contexte réel de la création du tableau. Pour Helmut Börsch-Supan, la vue depuis la tonnelle de l'église peut être comprise comme une attente de l'au-delà dans la modeste demeure terrestre.
Gerhard Elmer décrit la Tonnelle comme un exemple de conception d'image de la « fenêtre sur l'âme ». Cette référence à la métaphore de Léonard de Vinci « L'œil est la fenêtre de l'âme » entraîne le spectateur dans la perspective nostalgique des deux personnages représentés anonymement de dos. Le costume allemand ancien des personnages les situe dans un contexte contemporain concret de persécution des démagogues.
L'église est construite en style (néo)gothique, qui est pour les romantiques le « vrai style allemand »,. Greifswald est la ville natale de Caspar Friedrich, qui a souvent représenté la région dans ses peintures. La toile fait également référence à un type de personnage que l'on retrouve également dans les tableaux Le Voyageur contemplant une mer de nuages, Les falaises de craie de Rügen, Sur le voilier ou Deux Hommes contemplant la Lune. Dans Nuit au port on retrouve également une scène nocturne dominée par la silhouette d'une église.

## Croquis

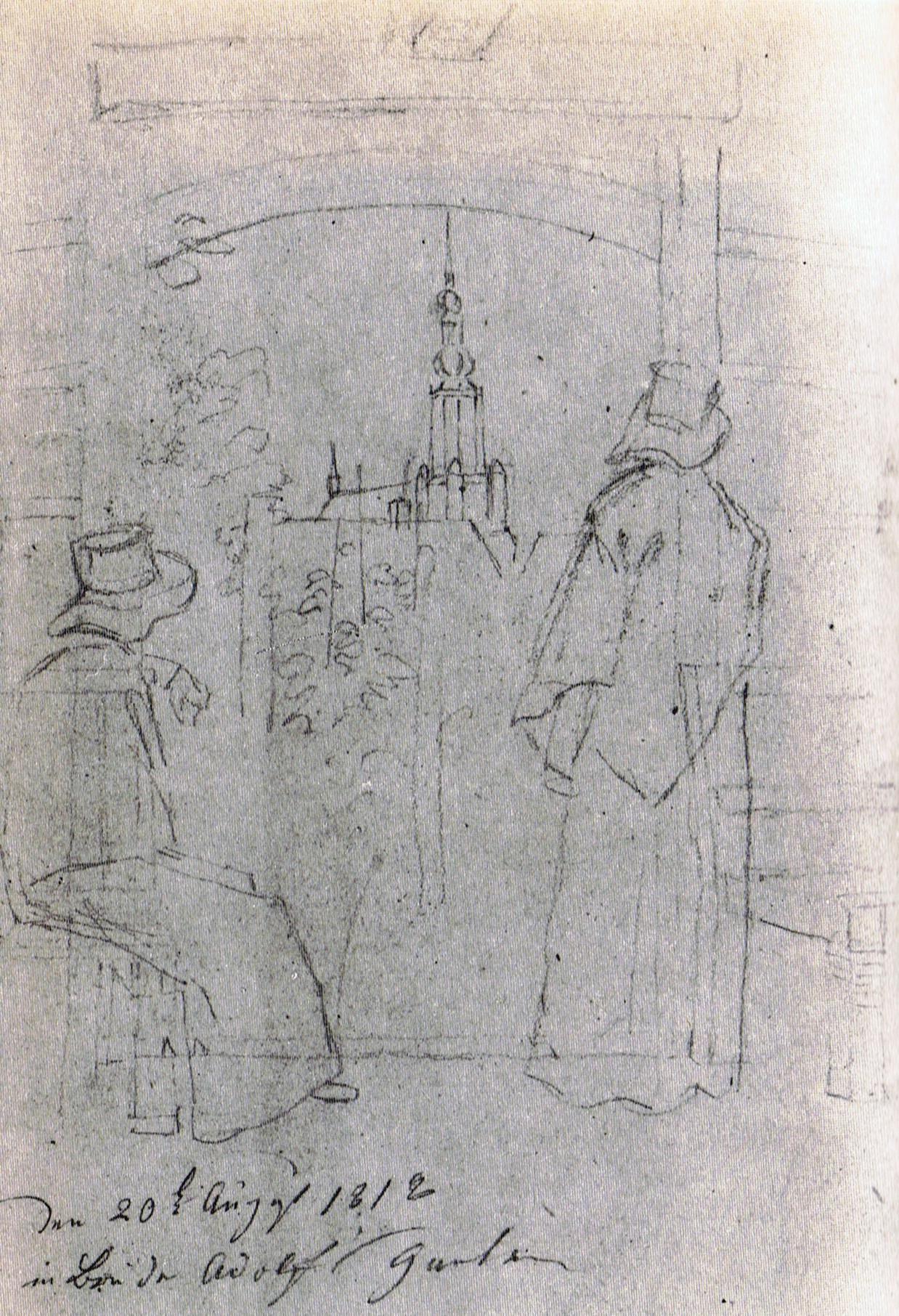
Caspar David Friedrich : Vue depuis une tonnelle sur l'église Saint-Nicolas de Greifswald, 1818.

Le dessin Dans le jardin de frère Adolf du 20 août 1818 a été utilisé pour le tableau. Il s’agit d’un cas rare pour Friedrich d’un dessin comme étude préliminaire d’un tableau. Le croquis capture la vue depuis le jardin d'Adolf, le frère de Friedrich. On peut voir deux figures féminines au dos avec des robes longues, des châles et des chapeaux. La silhouette de l'église Saint-Nicolas de Greifswald se dresse derrière les arbres et les toits. 

## Provenance
Friedrich aurait donné le tableau à Johann Christian Finelius de Greifswald, qui l'aurait ensuite cédé à son fils. Le tableau a été hérité par sa sœur Friederike Buhtz et appartenait alors également à Paul Hanow (directeur du tribunal de district de 1909 à 1936, juge de district de Berlin-Spandau) et a été perdu en 1944 à cause de la guerre. Le dessin du jardin de frère Adolf faisait partie du carnet de croquis d'Oslo et aurait été extrait de celui-ci, acquis par la galerie Kühl de Dresde en 1928. Le dessin appartient au cabinet de gravure sur cuivre des collections d'art nationales de Dresde.

### Achat par la Neue Pinakothek
La toile aurait été achetée en 1994 par un jeune homme chez un marchand d'art de Cracovie et apportée en mauvais état à la salle de consultation de la Neue Pinakothek de Munich. L'attribution a été initialement rendue difficile par une signature fantaisiste. En 1995, la Tonnelle, désormais attribuée à Friedrich, a été acquise par la Pinakothek auprès d'un « propriétaire privé », selon Johann Georg von Hohenzollern, alors directeur général des collections de peintures de l'État de Bavière, à un « prix avantageux ». Depuis, il a été restauré et fait partie de la collection de la Neue Pinakothek ; c'est là que le tableau a été présenté au public pour la première fois le 24 juillet 1998, 180 ans après sa réalisation,.

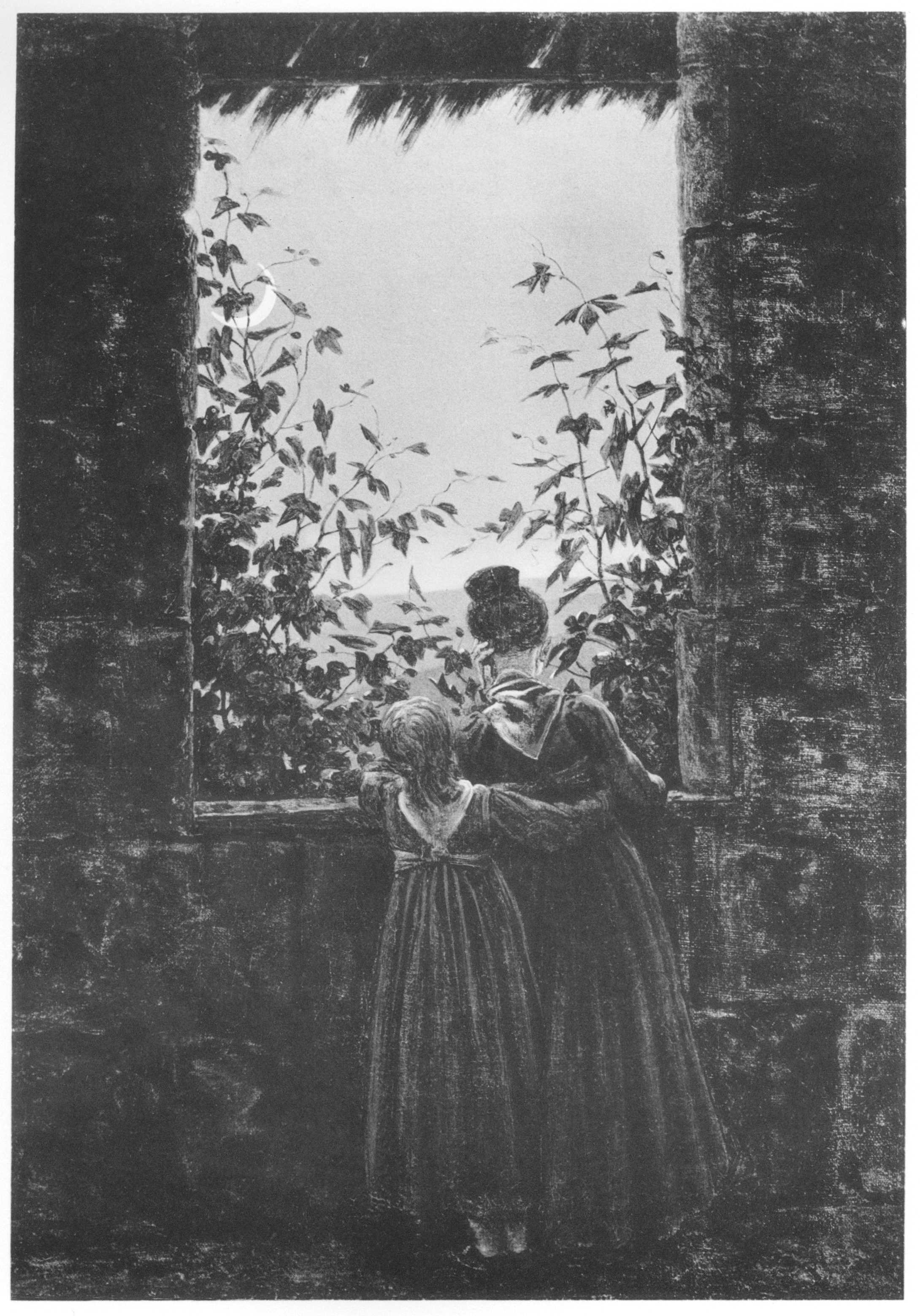
Caspar David Friedrich : L'heure du soir, 1825.

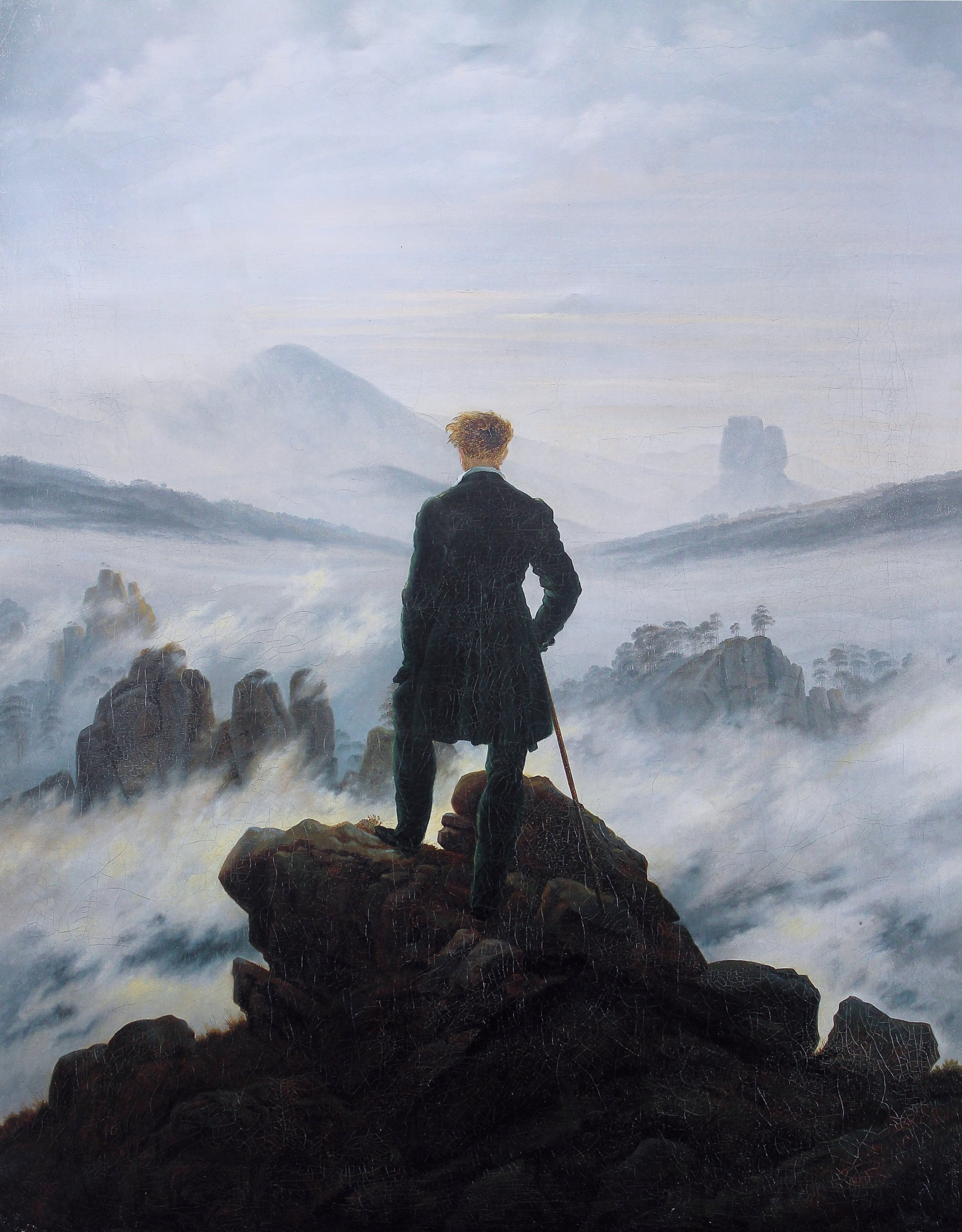
Caspar David Friedrich, Le Voyageur contemplant une mer de nuages, vers 1818.
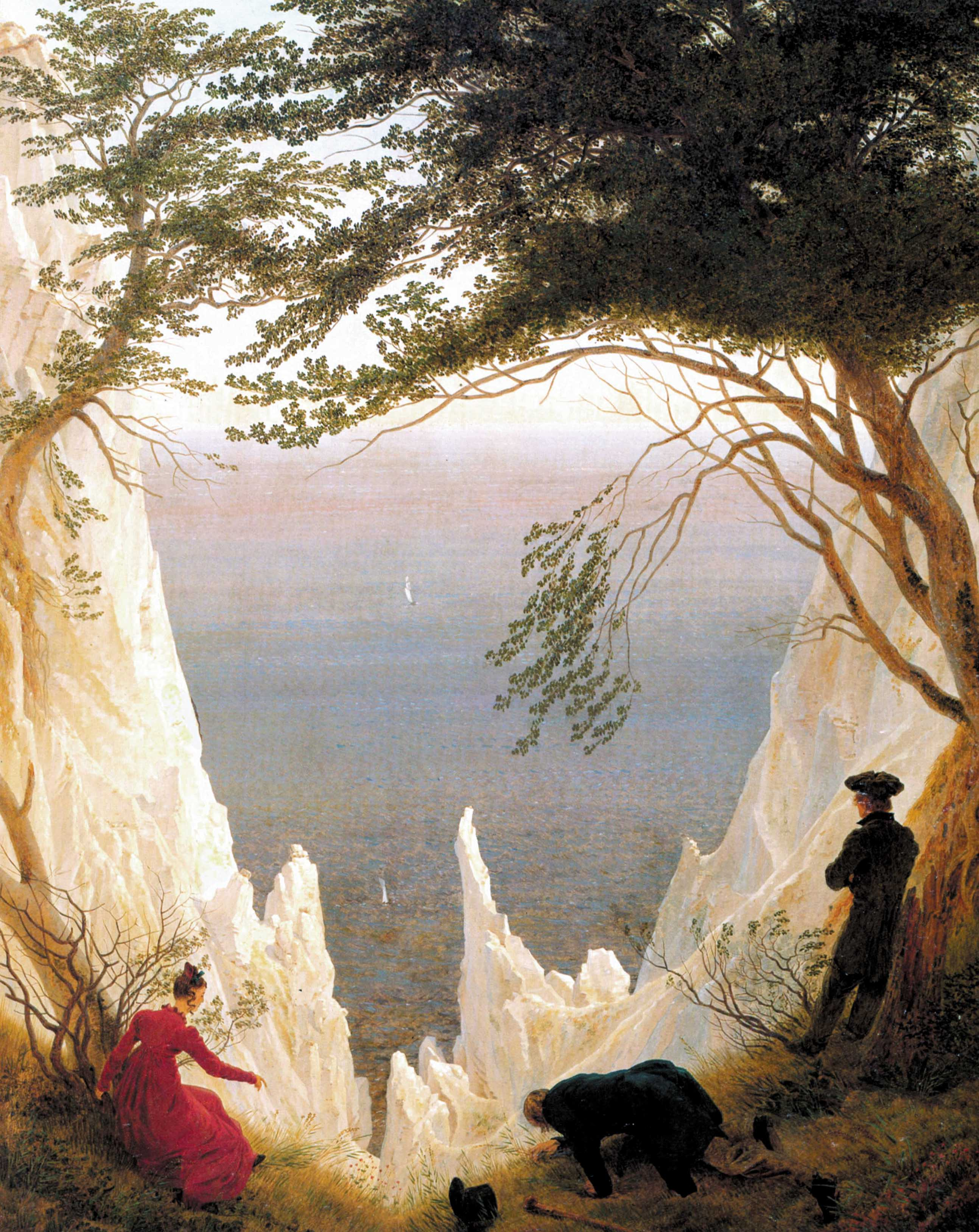
Caspar David Friedrich, Falaises de craie sur l'île de Rügen, 1818.
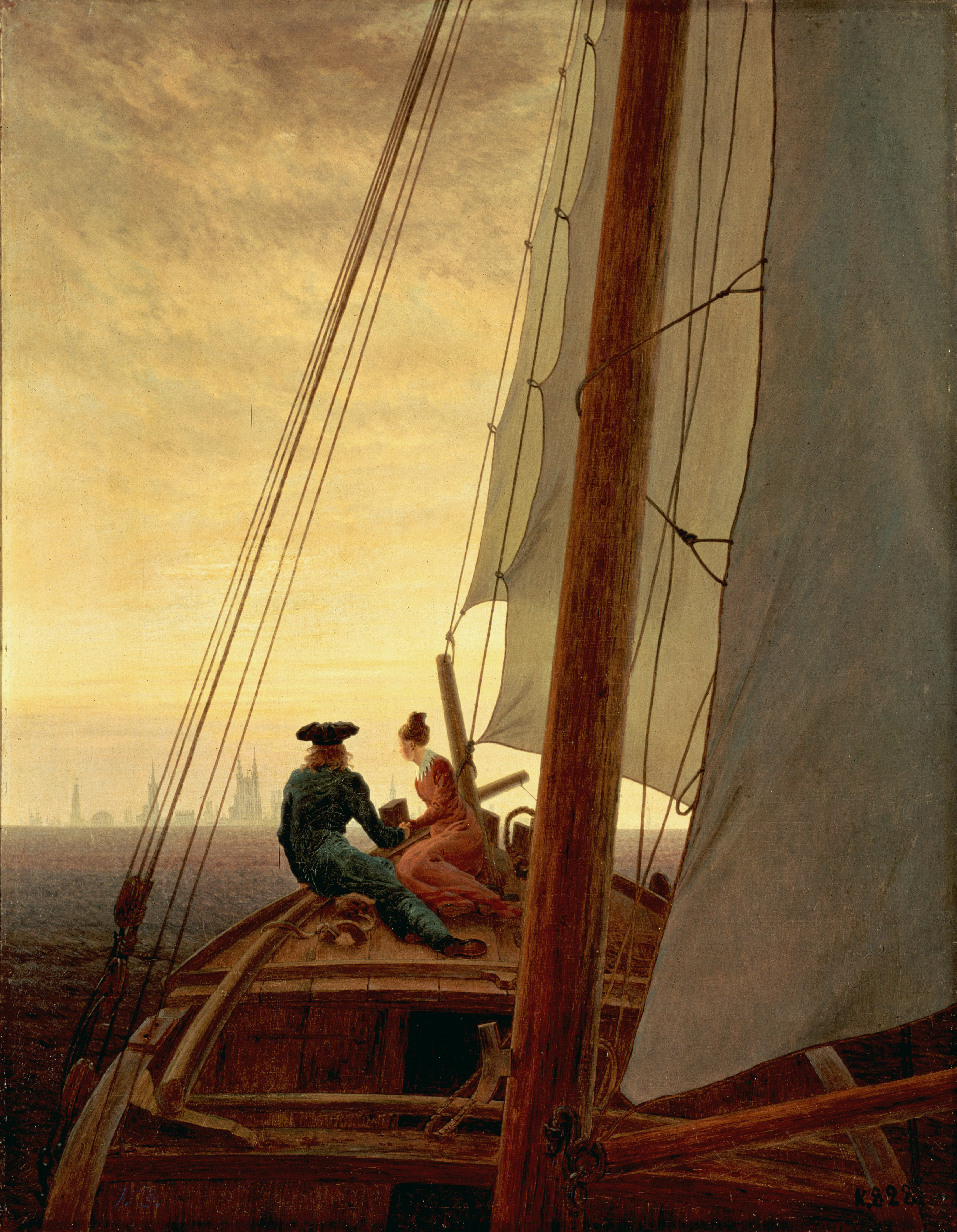
Caspar David Friedrich, À bord du voilier, 1818.
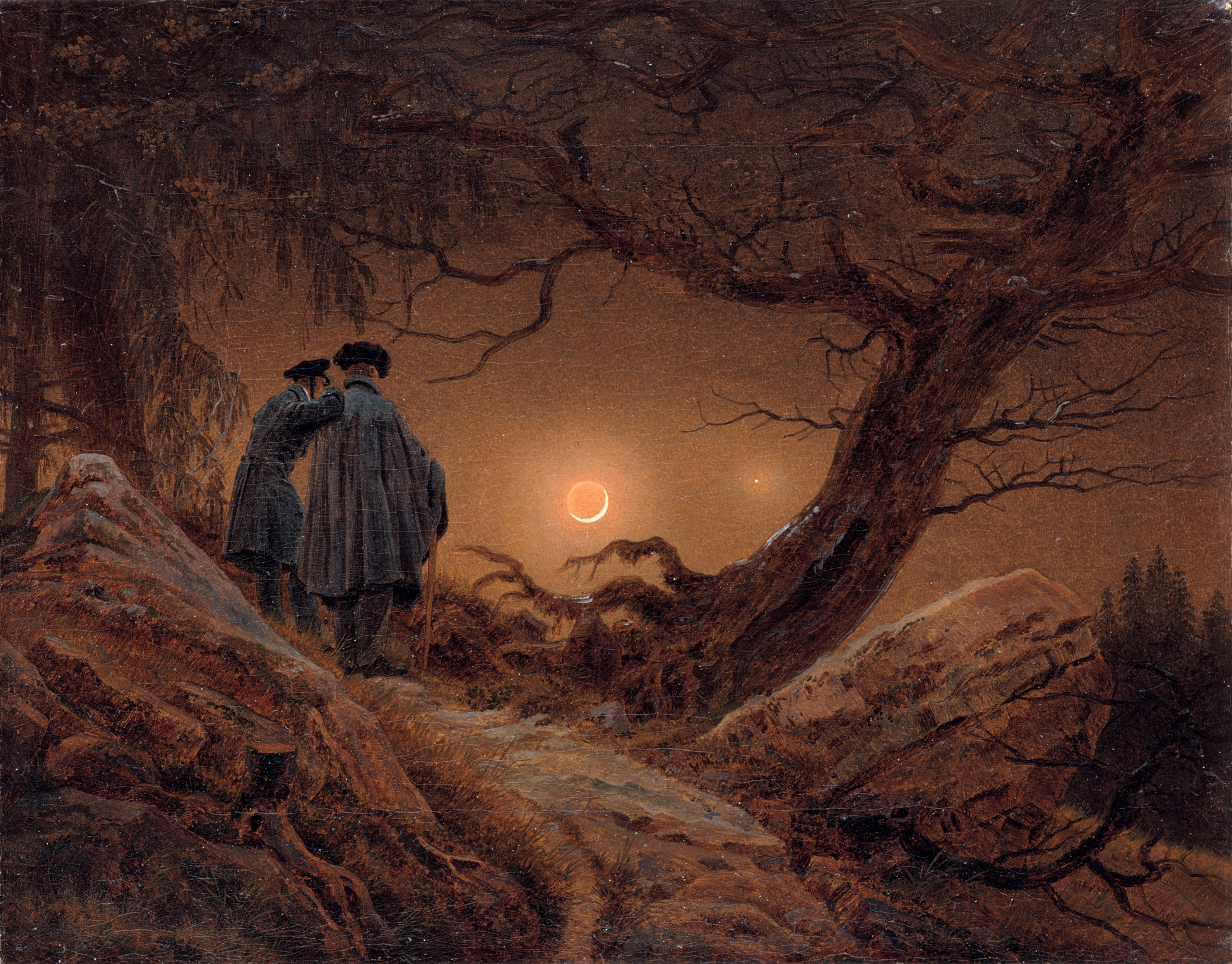
Caspar David Friedrich, Deux Hommes contemplant la lune, 1819.